# كنبانية جيان
كمبانية جَيَّان (بالإسبانية: Campiña de Jaén) هي واحدة من 10 نواحٍ لمقاطعة جيان الإسبانية. تأسست مثلها مثل جميع النواحي في إقليم الأندلس المستقل 28 مارس 2003.